# Fisker EMotion
Fisker EMotion – elektryczny samochód osobowy klasy wyższej wyprodukowany pod amerykańską marką Fisker od 2017 roku.

## Historia i opis modelu
Zapowiedzią pierwszego pojazdu utworzonej w październiku 2016 roku spółki Fisker Inc. był konkurencyjny wobec Tesli Model S sedan z napędem elektrycznym o nazwie Fisker EMotion. Oficjalna prezentacja pojazdu odbyła się w sierpniu 2017 roku. Samochód utrzymany został w futurystycznych proporcjach charakteryzując się obłymi nadkolami, krótkim zwisem tylnym i imitacją wlotów powietrza w przednim pasie. Charakterystycznym rozwiązaniem są tylne drzwi otwierane w przeciwnym kierunku i odchylane do góry, tzw. buttefly doors.

### Sprzedaż
Pierwotnie Fisker EMotion miał trafić do sprzedaży na przełomie 2019 i 2020, jednak w marcu 2019 roku producent poinformował, że data rozpoczęcia produkcji i dostaw pierwszych egzemplarzy do klientów została przełożona na 2021 rok z powodu obrania za priorytet wdrożenia do sprzedaży SUV-a Fisker Ocean. Projekt nie doczekał się ostatecznie realizacji.

### Dane techniczne
Fisker EMotion napędzany jest układem elektrycznym, który wyposażono w litowo-jonowe baterie produkcji LG Chem. Pojazd dysponuj mocą 780 KM i rozwija maksymalną prędkość 257 km/h, osiągając 100 km/h w 3 sekundy. Maksymalny zasięg pojazdu ma wynieść ok. 640 kilometrów, z kolei w trybie szybkiego ładowania pojazd ma zyskać 200 kilometrów zasięgu w ok. 10 minut.